# THX
THX（ティー・エイチ・エックス）は、主に映画に関わる音響技術・評価サービスを提供する、アメリカ発祥の企業である。ルーカスフィルムの1部門としてスタートし、映像業界において最も知名度の高いブランドのひとつとなった。

## 概要
THXは主に、映画館や家庭用AV再生機器のクオリティチェックを行う。また、DVDやビデオグラムなど、ソフトのマスタリングの品質チェックも行う。THX社が規定する品質をクリアした劇場やAV機器、DVDなどには、THXマークをクレジットすることが許される。名前の由来は、ルーカスフィルムにて開発を行ったトム・ホールマンの実験（"Tom Holman eXperiment"）、または同氏のクロスオーバー（"Tom Holman's Crossover"）のクロス（X）に由来し、その後 ジョージ・ルーカス監督のデビュー作「THX 1138」にある。本社は、ロサンゼルス郡のバーバンクにあり、ソフトチェック用の全てTHX仕様のスタジオを5つ持っている。
1983年、ジョージ・ルーカスによって創業され、ルーカスフィルムの一部門として始まり、2002年にスピンオフした際に独立した。2012年にシンガポールのデジタル機器メーカーのクリエイティブ・テクノロジーが買収、その後2016年、シンガポールのRazer社によって買収された。

## THXによる認定

### 劇場

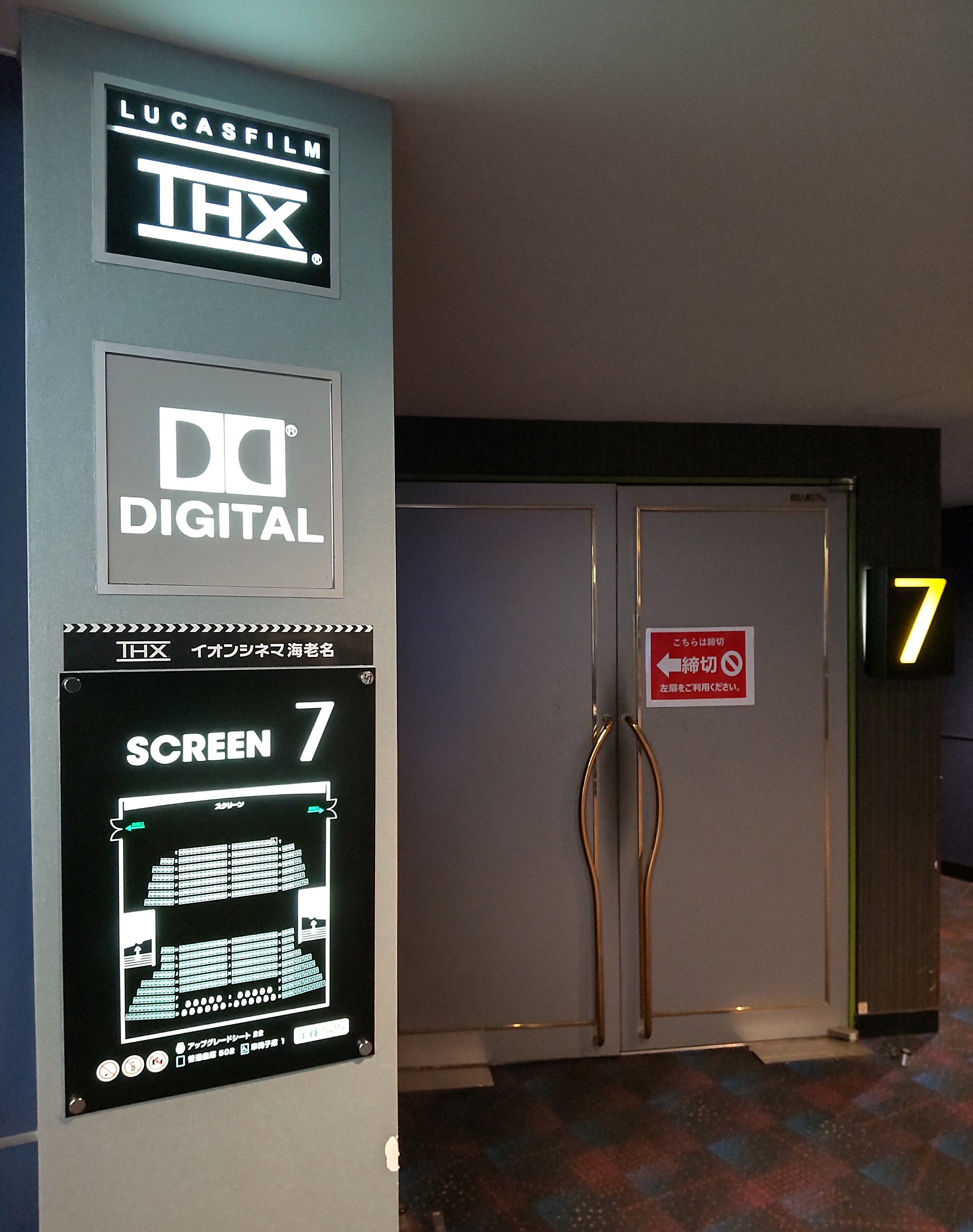
日本で初めてTHX認定を受けたイオンシネマ海老名の7番スクリーン

THX社は音響のみならず、映写や外部からの雑音等に対しても厳しいチェックを行う。すべての項目をクリアした劇場のみにTHXが認定され、THXのロゴマークが刻まれたプレートを掲げることと、THXトレーラーの上映が許可される。認定後も、年1回のチェックが行われ、THX基準をクリアしているかを確認する。もし、基準が守られていない場合は、認定が取り消される。
日本では、東京にあるIMAGICA第一試写室が、初のTHX認定シアターとして認定され、多くの邦画の初号試写が此処で行われている。東京テレビセンターの407ミキシングルームも、THX認定を受けたスタジオである。中～小規模スタジオ用の規格"pm3"認定を受けたスタジオも、楽音舎やソニーPCL、スクウェア・エニックス、NHKテクニカルサービスなど、複数存在する。
日本で最初にTHX認定を受けた一般映画館は、ワーナー・マイカル・シネマズ海老名（現・イオンシネマ海老名）の7番スクリーンである。その他、シネプレックス幕張の10番スクリーンなど、日本では、シネマコンプレックスのメイン・スクリーンに導入されている例が多い。稀少な例として、過去にTOHOシネマズ市川コルトンプラザ、TOHOシネマズ海老名、TOHOシネマズ六本木ヒルズの3サイトは全館THX認定を受けていた。
2000年代からは、IMAX等を中心にTHXに匹敵する設計の映画館が増えた事で、年1回の認定費用が発生するTHXの採用を取り止める映画館が増えた。
また、THX社はホームシアターも認定の対象にしている。日本で最初にTHX認定を受けたホームシアターは、小倉智昭が私有する北海道のスタジオであるとされている。

### オーディオビジュアル機器
AV機器は、デノン、オンキヨー、パイオニア、パナソニック、ヤマハ、シャープと提携し、THX承認済みのアンプやスピーカー、デジタルテレビが数多く発売されている。制作者が作ったCDやDVDが、きちんとしたクオリティで再生できているのかをチェックし、問題がない機器には「THXマーク」が表記される。

### ビデオグラム
制作者が制作したビデオマスターと市販されるビデオやDVDに差がないかどうかをチェックする。色やノイズ、音響など多岐にわたる基準があり、その全てをクリアすると、DVDジャケットにTHXマークを印刷することができる。この行程を行うには、費用と時間が掛かるので、THXマークの印刷されているDVDは、ハイクオリティでコストが掛かっているということになる。「踊る大捜査線 BAYSIDE SHAKEDOWN 2」のDVD制作をきっかけに、フジテレビとの提携が行われ、以後、邦画のTHX DVDが発売されるようになった。
日本で『ターミネーター2 特別編』(アメリカでは『アビス 完全版』が最初)から始まったTHXレーザーディスクでは、プロジェクターによる大画面投射を考慮して明るさを抑えたサイズの小さい字幕が使われており、同時期の(非THXの)映画ソフトでも同様の工夫が徐々に採用された。音響面では特にダイナミックレンジの制限(通常レーザーディスクのデジタル音声はアナログ音声トラックの音声レヴェルに合わせ音量は低めに取られていた)を撤廃した点でTHXソフトの優位性が確保された。。
THXレーザーディスクの時代からビデオグラム自体はほぼデジタル制作に移行しており、工程に「マスタリング用モニターの厳密な調整」が含まれる点を除けば音質の劣化要因は大きくなかった。一方雑誌のクオリティチェックでTHX認定ソフトが非THX認定ソフトの品質に大幅に負けてしまった例もある。その状況から工程をさらに遡りテレシネ段階で高品質を確保する重要さが認識され、映像・音響ともにより傷の少なく複製を経ていない世代の若い素材がテレシネに提供され、1990年代末にはHDテレシネも行われるようになった。

## THXへの評価
ゴールデンラズベリー賞
第19回ゴールデンラズベリー賞にて「鼓膜が破れるほどうるさい殺傷兵器並の音響効果」として、最低作品傾向賞のノミネートを受けた。
クリアマウンテンによる改善
2008年ボブ・クリアマウンテンが映画「ザ・ローリング・ストーンズ シャイン・ア・ライト」の音響をプロデュースした際、THXシステムを完備する上映館で同作を鑑賞した監督のマーティン・スコセッシから「音が汚く聴こえる」と相談を受けた。もともと劇場用のTHX再生機器には、スクリーン裏に設置されたスピーカーの発する音声がスクリーンを透過する際レヴェルが下がる高域を補うためのイコライザー（Xカーヴ）が組み込まれているが、この補正範囲を超えて「高域が痩せ、中域ばかり目立つ」という結果になっていたのである。クリアマウンテンは映画館で使われていたTHX認証スピーカーとスタジオ用モニターの特性の違いが原因である事を突き止め、適正化するためにTHX劇場に機材を持ち込み独自の劇場用イコライザー処理を行った。

## 日本での普及
- FILM LLP- 日本でTHX承認DVDを制作するプロダクションであり、日本に於けるTHX社の窓口でもある。
- 亀山千広 - ルーカスフィルムとの提携を積極的に行った。
- 関口大輔 - ワーナー ブラザース ジャパンのプロデューサーとして、THX DVDを日本に広める道を確立した。